# Блок 38
Блок 38 је један од стамбених блокова Новог Београда. 
Његова изградња је трајала од 1965. до 1972. године. У блоку постоји Основна школа Ратко Митровић и вртић Лане. Блок има фудбалске и кошаркашке терене, као и дечије игралиште, у блоку има пуно зелених површина. 
Оивичен је улицама Омладинских бригада, Народних хероја, Булевар Арсенија Чарнојевића и Булеваром Милутина Миланковића.
До блока се градским превозом може стићи аутобусима 65, 68, 71, 73, 76, 85, 610, 613, 708